# Matellanes
Matellanes es una localidad española del municipio de Rabanales de la provincia de Zamora, en la comunidad autónoma de Castilla y León.

## Geografía física

### Ubicación
Matellanes es una localidad situada en el extremo oeste de la provincia de Zamora, próximo a la frontera con Portugal. Pertenece al municipio de Rabanales, junto con las localidades de Fradellos, Grisuela, Mellanes, Rabanales (capital municipal) y Ufones. Esta localidad, y las restantes que integran el municipio, pertenecen a su vez a la comarca de Aliste.

### Orografía
Se encuentra ubicado en un llano que está presidido por una suave loma denominada «Cabezo de la Parada» (874,62 m) —uno de los vértices geodésicos de la red española— y atravesado por el «arroyo Mena».

## Historia

### Edad Media
Durante la Edad Media Matellanes quedó integrado en el Reino de León, cuyos monarcas habrían acometido la repoblación de la localidad dentro del proceso repoblador llevado a cabo en Aliste. Tras la independencia de Portugal del reino leonés en 1143 la localidad habría sufrido por su situación geográfica los conflictos entre los reinos leonés y portugués por el control de la frontera, quedando estabilizada la situación a inicios del siglo XIII.
Posteriormente, en la Edad Moderna, Matellanes estuvo integrado en el partido de Alcañices de la provincia de Zamora, tal y como reflejaba en 1773 Tomás López en Mapa de la Provincia de Zamora. Así, al reestructurarse las provincias y crearse las actuales en 1833, la localidad se mantuvo en la provincia zamorana, dentro de la Región Leonesa, integrándose en 1834 en el partido judicial de Alcañices, dependencia que se prolongó hasta 1983, cuando fue suprimido el mismo e integrado en el Partido Judicial de Zamora.
En torno a 1850, el antiguo municipio de Matellanes se integró en el de Rabanales.

## Naturaleza
El arroyo Mena da lugar a un frondoso bosque de ribera que convive con pastos, castaños centenarios, pinos, robles y encinas. A su vez, destaca la existencia de parajes como la laguna de Camporedondo, las peñas de La Muela, Camino Morisco, El Pozón o Cabezo de la Parada, desde los que se pueden tener panorámicas paisajísticas de interés.
El notable grado de conservación de su medioambiente, junto con su diversidad, ha propiciado que sea habitado por una notable fauna salvaje, a pesar de la actividad agrícola y ganadera que aún se desarrolla en la localidad. Es por tanto una localidad en la que su término cuenta con parajes en los que se pueden ejercitar actividades cinegéticas, de campeo y avistamiento de fauna, micología, senderismo o de fotografía, entre otras posibilidades.

## Patrimonio
Matellanes conserva notables muestras de la típica arquitectura de Aliste, con construcciones vernáculas en las que es frecuente el uso de adobe, pizarra, madera y en menor medida granito, además de teja. Conserva diversas muestras de la típica vivienda de dos plantas, con el acceso a la primera planta mediante escaleras exteriores, ya que la planta baja o de a pie de calle era reservada para el ganado, de pajar u otras dependencias vinculadas a la actividad agrícola de su propietario. Destaca la existencia de una fuente romana con boca en forma de arco de medio punto y una pila aledaña que hizo las veces de abrevadero, ambas restauradas en 2012. Además cuenta con otras muestras de patrimonio singular, entre las que destaca el molino Matarranas, las cercas, restos de palomares, chozos y otros elementos típicos de un paisaje rural.
En su casco urbano, destaca como edificio principal la iglesia parroquial de San Pedro (siglo XVII). Cuenta con una espadaña barroca, dos naves con cubierta de teja y muros encalados. En el exterior, junto a la iglesia, se halla un pequeño crucero sobre pedestal. De su interior destaca el retablo mayor con la imagen de San Pedro, la imagen de la Virgen del Rosario y la pila bautismal, entre otros objetos destinados al culto litúrgico. Matellanes también cuenta con otro edificio destinado al culto, la ermita de Santa Catalina, caracterizada por su mayor sencillez, con una sola nave y espadaña de un solo vano que ha sido remodelada en el estilo autóctono de buena cantería.

## Demografía
En 2016 está habitado por 99 personas, 53 varones y 46 mujeres (INE). 
| Gráfica de evolución demográfica de Matellanes entre 2000 y 2022                                 |
|                                                                                                  |
| Población de derecho (2000-2010) según los censos de población del INE a 1 de enero de cada año. |

## Fiestas
En el pueblo se celebra su fiesta principal el 29 de junio, San Pedro. Otras festividades celebradas en esta localidad son Santa Ciriaca, el 21 de agosto, y Santa Catalina, el 25 de noviembre.